# 高村章子
高村章子（1922年11月9日—2012年6月27日）是日本的女性演員、聲優，長野縣岡谷市出身。隸屬Advance Promotion。本名是巧刃章子（たくみは あきこ）。

## 來歷・人物
以前所屬文學座。曾是僅次於津田延代與中村紀子子一起並列為年長者。

## 演出作品

### 電視動畫
- 紅髮安妮（主婦）
- 萬能旋風兒（菊）
- 青春動畫全集（茶店的老婆婆）
- 救難小英雄（林登夫人）
- 哆啦A夢（大雄的奶奶（第2代）、大雄的外婆（第1代））
- 二十四瞳孔（菊）
- 水晶宮（蝦虎鈍的母親）
- 高爾夫球手猿（猿丸的母親（猿谷太太））
- 樂活家族（山野米（第1代））
- 慕敏（慕敏媽媽）
- 名偵探柯南（大森靜）
- 魯邦三世（潘丘夫人（第124話））
- 我的長腿叔叔（校長）

### 劇場版動畫
- 大提琴手高許（野鼠中提琴的母親）
- 大雄的懷念奶奶（大雄的奶奶）
- 大雄的貓狗時空傳（大雄的奶奶）
- 慕敏（慕敏媽媽）

### OVA
- 綠色傳奇亂（老婆婆）

### 外語配音
- 靈異鬼現（海蓮娜阿姨（愛琳·戴利））
- 大法師3（克萊里亞夫人（瑪麗·傑克森））
- 神仙俏女巫（菲麗絲・史蒂芬斯（達令的母親（瑪貝爾·阿爾伯森）））
- 深夜止步（瑪莎（克拉拉·卡拉馬伊））
- 星艦奇航記III：石破天驚（楚兒（茱蒂絲·安德森））
- 天堂的顏色（奶奶（莎琳·費西））
- 兩個雙胞胎（貝克小姐（珍·史皮格爾·霍華））
- 彼得·塞勒斯的滑鼠（彼得・塞勒斯的3角色裡的公主葛羅麗安娜）
- 海神號遇險記（貝兒・羅森（雪莉·溫特斯））
- 鬼哭神號（譚吉娜・巴洛斯（潔爾塔·魯賓斯坦））

### 其他
- 「獅子的開動」（富士電視台）
- 「跑吧！K100」第45話「弄毀火車鬥牛計畫！ -天草之巻-」（1974年、TBS）直子的母親

## 獲獎經歷
- 藝能功勞者獎（1994年）

## 外部連結
- Advance Promotion

1. ↑  日俳連ニュース2015年5月29日号 訃報欄